# Teluk Paman Timur
Teluk Paman Timur is een bestuurslaag in het regentschap Kampar van de provincie Riau, Indonesië. Teluk Paman Timur telt 668 inwoners (volkstelling 2010).